# Star Trek: Discovery
Star Trek: Discovery es una serie de televisión estadounidense creada por Bryan Fuller y Alex Kurtzman para CBS All Access, la primera serie producida específicamente para ese servicio y la primera serie de Star Trek desde que finalizó Star Trek: Enterprise en 2005. Se desarrolla temporalmente aproximadamente una década antes de la serie original de Star Trek y no está relacionada con las películas producidas al mismo tiempo.
Star Trek: Discovery se estrenó el 19 de septiembre de 2017 en el ArcLight de Hollywood y por la cadena CBS el 24 de septiembre de 2017 antes de pasar a CBS All Access y el día 25 a través de Netflix para el resto del mundo. La serie introduce nuevos personajes a la franquicia de Star Trek. Está protagonizada por Sonequa Martin-Green, James Frain, Doug Jones y Jason Isaacs.
El día 23 de octubre de 2017, CBS All Access anunció la renovación por una segunda temporada, después de valorar los buenos datos de audiencia de la primera. La segunda temporada de 14 episodios estrenó en CBS All Access de enero a abril de 2019, y la tercera temporada de 13 episodios se emitió entre octubre de 2020 y enero de 2021. La cuarta temporada se estrenó el 18 de noviembre de 2021.
El estreno de la serie generó suscripciones récord para CBS All Access y críticas positivas de los críticos que han destacado la actuación de Martin-Green. Ha recibido varios elogios, incluido el premio Primetime Creative Arts Emmy. La serie comenzó una expansión de la franquicia Star Trek por CBS y Kurtzman, lo que llevó a la producción de muchas otras series. Estos incluyen la serie complementaria Star Trek: Short Treks y la serie derivada Star Trek: Strange New Worlds.
La quinta temporada de Star Trek: Discovery se estrenó en Paramount+ el 4 de abril de 2024.

## Premisa
La serie transcurre aproximadamente diez años antes de Star Trek: la serie original, con nuevos personajes que continúan la premisa de la búsqueda de nuevos mundos y nuevas civilizaciones a bordo de la nave espacial USS Discovery, manteniendo la característica reflexión de la serie sobre temas contemporáneos a través del prisma de la ciencia ficción. En la primera temporada de la serie se puede ver como el Klingon, T'Kuvma intenta unir las 24 casas Klingon, iniciando una guerra entre su raza y la Federación que acaba implicando a la tripulación de la nave Discovery. En la segunda temporada, después de que la guerra ha terminado, Discovery investiga siete señales misteriosas y una extraña figura conocida como el "Ángel Rojo". Este conflicto termina con el Discovery viajando al siglo 32, más de 900 años en su futuro.La tercera temporada, se muestra a la tripulación de la Discovery adaptandose a la realidad del siglo 32, mientras investiga las causas de un evento catastrófico conocido como "La Quema".

## Reparto

### Personajes principales
- Sonequa Martin-Green como Michael Burnham: Una especialista científica en la USS Discovery quien previamente se había amotinado, resultando sus acciones en el inicio de la guerra con los Klingon en la primera temporada. Después de los eventos de la segunda temporada, asciende a primer oficial al llegar a la base de Flota en el siglo 32, pero es degradada por insubordinación. Sin embargo, al final de la tercera temporada es promovida a capitana de la Discovery. Burnham es una humana que fue criada por Sarek siguiendo la cultura y las tradiciones vulcanas.
- Doug Jones como Saru: Primer oficial de la USS Discovery que se convierte en capitán en la tercera temporada. Saru es el primer kelpiano en ingresar a la Flota Estelar. Una nueva especie creada para Discovery, los kelpianos fueron cazados como presas en su planeta de origen y, por lo tanto, desarrollaron la capacidad de sentir la llegada del peligro. Los productores compararon a Saru con los personajes Spock y Data de series anteriores.
- Shazad Latif como Voq / Ash Tyler: Voq, un klingon albino, que se somete a una cirugía extensa para hacerse pasar por el humano Ash Tyler, quien se convierte en el jefe de seguridad de Discovery.
- Anthony Rapp como Paul Stamets: Ingeniero jefe a bordo del Discovery y oficial científico especializado en astromicología (el estudio de los hongos en el espacio) cuya investigación condujo al desarrollo del sistema de propulsión orgánica experimental del Discovery. Está casado con el dr. Culber.

- Mary Wiseman como Sylvia Tilly: Un alférez a bordo del Discovery, ascendida a teniente junior en la cuarta temporada. Ella trabaja para Stamets y es compañera de cuarto de Burnham. El personaje representa a personas en la parte inferior de la jerarquía de la Flota Estelar. En la cuarta temporada abandona la Discovery para convertirse en instructura de la reinaugurada Academia de la Flota.
- Jason Isaacs como Gabriel Lorca: Capitán del Discovery en la primera temporada, un "táctico militar brillante" pero que oculta las verdaderas intenciones de sus decisiones al mando.
- Wilson Cruz como Hugh Culber: Médico a bordo del Discovery y el esposo de Stamets.
- Anson Mount como Christopher Pike: Capitán de la Enterprise, quien toma el mando temporal del Discovery en la segunda temporada. Al final de la temporada reasume como capitán de la Enterprise.
- David Ajala como Cleveland "Book" Booker: un mensajero del siglo 32 que trabaja con Burnham como mensajero. Nacido en el planeta Kwejian, su raza es capaz de conectar con animales y plantas. En su nave tiene una gata llamada Grudge.
- Rachael Ancheril como Nhan: exmiembro de la tripulación del Enterprise que se convirtió en jefe de seguridad a bordo del Discovery.
- Blu del Barrio como Adira Tal: un humano unido a un simbionte Trill. Adira es el primer personaje no binario de una serie de Star Trek, uniéndose como alférez de la nave durante la tercera temporada.

### Personajes secundarios
- Mary Chieffo como L'Rell.
- Chris Obi como T'Kuvma, un Klingon seguidor de las antiguas enseñanzas de Kahless. Su objetivo era reunir a las diferentes casas de los Klingon y formar una alianza contra la Flota Estelar, lo que terminó en un enfrentamiento en un sistema estelar binario entre varias de las Grandes Casas y una flota de naves de la Flota Estelar, iniciando la guerra.
- Michelle Yeoh como Philippa Georgiou, capitana de la USS Shenzhou, y como Emperatriz del Imperio Terrano.
- Rebecca Romijn es Número Uno, es la primera oficial de la USS Enterprise.
- Jayne Brook como almirante de la Flota Estelar Katrina Cornwell.
- Mia Kirshner como Amanda Grayson.
- Rainn Wilson como Harry Mudd.
- Tig Notaro como la teniente comandante Jett Reno. Originalmente era ingeniera de la USS Hiawatha durante la guerra contra los Klingon, hasta que fue rescatada por la Discovery.
- Ian Alexander como Gray Tal: el novio de Adira en Trill y anterior anfitrión del simbionte Tal hasta su muerte. Es el primer personaje transgénero en una serie de Star Trek.
- Oded Fehr como el almirante Charles Vance.
- Chelah Horsdal como Laira Rillak, presidenta de la Federación de Planetas Unidos en la cuarta temporada.
- David Cronenberg como Kovich, doctor de la Flota Estelar.
- Tara Rosling como T'Rina, presidenta de Ni'Var.
- Shawn Doyle como Ruon Tarka.
- Phumzile Sitole como la general Diatta Ndoye, de la Tierra Unida.
- Hiro Kanagawa como el doctor Hiro.

## Episodios
| Temporada | Temporada | Episodios | Episodios          | Lanzamiento original     | Lanzamiento original    | Lanzamiento original |
| Temporada | Temporada | Episodios | Episodios          | Primera emisión          | Última emisión          | Cadena               |
| --------- | --------- | --------- | ------------------ | ------------------------ | ----------------------- | -------------------- |
|           | 1         | 15        | 9                  | 24 de septiembre de 2017 | 12 de noviembre de 2017 | CBS All Access       |
| 6         | 1         | 15        | 7 de enero de 2018 | 11 de febrero de 2018    |                         | CBS All Access       |
|           | 2         | 14        | 14                 | 17 de enero de 2019      | 18 de abril de 2019     | CBS All Access       |
|           | 3         | 13        | 13                 | 15 de octubre de 2020    | 7 de enero de 2021      | CBS All Access       |
|           | 4         | 13        | 13                 | 18 de noviembre de 2021  | 17 de marzo de 2022     | Paramount+           |
|           | 5         | 10        | 10                 | 4 de abril de 2024       | 30 de mayo de 2024      | Paramount+           |

## Producción
El 2 de noviembre de 2015, CBS anunció una nueva serie televisiva de Star Trek, que se estrenaría 'pisando los talones' al 50 aniversario de la serie original, en 2016. Es la primera serie de televisión de Star Trek desde la cancelación de Star Trek: Enterprise en 2005 y no está relacionada con la película Star Trek Beyond. Alex Kurtzman, coguionista de las películas Star Trek y Star Trek: En la oscuridad y Bryan Fuller de Hannibal, Tan muertos como yo y Star Trek: Voyager son los productores de la serie. Kurtzman, Fuller y Heather Kadin actúan como productores ejecutivos, con CBS Television Studios produciendo la serie asociados con la productora de Kurtzman, Secret Hideout. La serie es la primera en ser producida específicamente para el servicio de vídeo bajo demanda de la CBS All Access. En enero de 2016, el nuevo presidente de CBS, Glenn Geller, reveló que él y la cadena en abierto no están implicados en la producción de la serie, declarando: «De verdad que es para All Access. Aunque la cadena emitirá el piloto, de verdad que no puedo responder a ninguna cuestión creativa sobre ello». El 23 de julio de 2016 se anunció en la Comic-Con de San Diego que la nueva serie se llamaría Star Trek: Discovery y se lanzó el video de la nueva nave en Youtube.

## Estreno
El primer episodio de Star Trek: Discovery se emitió en una "emisión preliminar" en CBS en los Estados Unidos y estuvo disponible con el segundo episodio en CBS All Access. El resto de los episodios de la serie durante las tres primeras temporadas se publicaron semanalmente en All Access. CBS Studios International otorgó la licencia de la serie a Bell Media para su transmisión en Canadá y a Netflix para otros 188 países.
En los demás países, Netflix lanza cada episodio de la serie para su transmisión dentro de las 24 horas posteriores a su debut en los Estados Unidos. Este acuerdo también vio a Bell Media y Netflix adquirir todas las series anteriores de Star Trek para transmitir y transmitir en su totalidad. En septiembre de 2020, ViacomCBS anunció que CBS All Access se expandiría y cambiaría su nombre a Paramount+ en marzo de 2021. Los episodios existentes de las tres primeras temporadas de Discovery permanecerán en Paramount+ junto con las temporadas futuras de la serie.

## Recepción

### Calificaciones y audiencia
Según Nielsen Media Research, la transmisión de CBS del primer episodio fue vista por una audiencia "decente" de 9.5 millones de espectadores. Gracias al estreno de la serie, All Access generó  un récord de suscripciones con  su mayor día y semana de registros.

### Respuesta de la crítica
Para la primera temporada, el agregador de críticas Rotten Tomatoes informó una calificación de aprobación del 83% con una calificación promedio de 7.07 / 10 basada en 71 revisiones. El consenso crítico de la web dice: "Aunque se necesita un episodio para lograr el despegue, Star Trek: Discovery ofrece una entrega de franquicia sólida para la próxima generación, liderada por Sonequa Martin-Green". La calificación promedio de episodios de la temporada es del 87%. Metacritic, que utiliza un promedio ponderado, asignó una puntuación de 72 sobre 100 en función de las reseñas de 20 críticos, lo que indica "reseñas generalmente favorables".
Rotten Tomatoes informó una calificación de aprobación del 81% para la segunda temporada, con una calificación promedio de 7.32 / 10 basada en 30 revisiones. El consenso crítico del sitio web dice: "La segunda temporada de Discovery con éxito, aunque obstinadamente, limpia las tramas problemáticas del pasado de Trek y, al mismo tiempo, dramatiza de manera efectiva nuevas tomas de la historia". La calificación promedio de los episodios de la temporada es del 82%. Metacritic le asignó una puntuación de 72 sobre 100 según las reseñas de 10 críticos, lo que nuevamente indica "reseñas generalmente favorables".